# Цзинтай (уезд)
Цзинтай (кит. упр. 景泰, пиньинь Jǐngtài) — уезд городского округа Байинь провинции Ганьсу (КНР).

## История
Во времена империи Цинь на этих землях обитали юэчжи. В 174 году до н. э. они были вытеснены сюнну. При империи Западная Хань во времена правления императора У-ди генерал Хо Цюйбин в 121 году до н. э. разгромил сюнну и присоединил эти места к империи Хань; в этих местах был создан уезд Аовэй (媪围县).
После свержения власти монголов и установления китайской империи Мин в 1437 году был создан Цзинлуский караул (靖虏卫).
После установления маньчжурской империи Цин Цзинлуский караул был в 1644 году переименован в Цзинъюаньский караул (靖远卫), в 1730 году ставший уездом Цзинъюань. В 1757 году был образован Хуншуйский подуезд (红水分县). После Синьхайской революции в Китае была проведена реформа административного деления, и в 1913 году Хуншуйский подуезд был преобразован в уезд Хуншуй (红水县).
В 1933 году земли уезда Цзинъюань, лежащие западнее Хуанхэ, были присоединены к уезду Хуншуй, который при этом был переименован в уезд Цзинтай.
В 1949 году уезд Цзинтай вошёл в состав Специального района Увэй (武威专区). В 1955 году Специальный район Увэй был расформирован, и уезд Цзинтай перешёл в состав Специального района Динси (定西专区). В 1958 году уезд Цзинтай был присоединён к уезду Гаолань.
Постановлением Госсовета КНР от 11 апреля 1958 года из смежных территорий уездов Гаолань и Цзинъюань был образован городской уезд Байинь; территория бывшего уезда Цзинтай вошла в состав Байиня. 4 июля 1958 года он был подчинён напрямую правительству провинции Ганьсу. 25 октября 1958 года правительство провинции Ганьсу делегировало управление городом Байинь властям Специального района Динси. В ноябре 1960 года уезд Цзинъюань перешёл под юрисдикцию властей Байиня. В 1961 году Байинь вновь перешёл под прямое властям провинции Ганьсу, и к нему был присоединён уезд Гаолань; в ноябре 1961 года был воссоздан уезд Цзинтай, также оставшийся под юрисдикцией властей Байиня. В 1963 году город Байинь был расформирован, а уезд Цзинтай перешёл в состав Специального района Увэй.
14 мая 1985 года постановлением Госсовета КНР был вновь образован городской округ Байинь, и уезд Цзинтай снова вошёл в его состав.

## Административное деление
Уезд делится на 8 посёлков и 3 волости.